# 勒让德环形山
勒让德环形山（Legendre）是月球正面东南高地上一座古老的大撞击坑，约形成于前酒海纪代，其名称取自法国数学家阿德里安-马里·勒让德（1752年－1833年），1935年被国际天文联合会正式接受。

## 描述

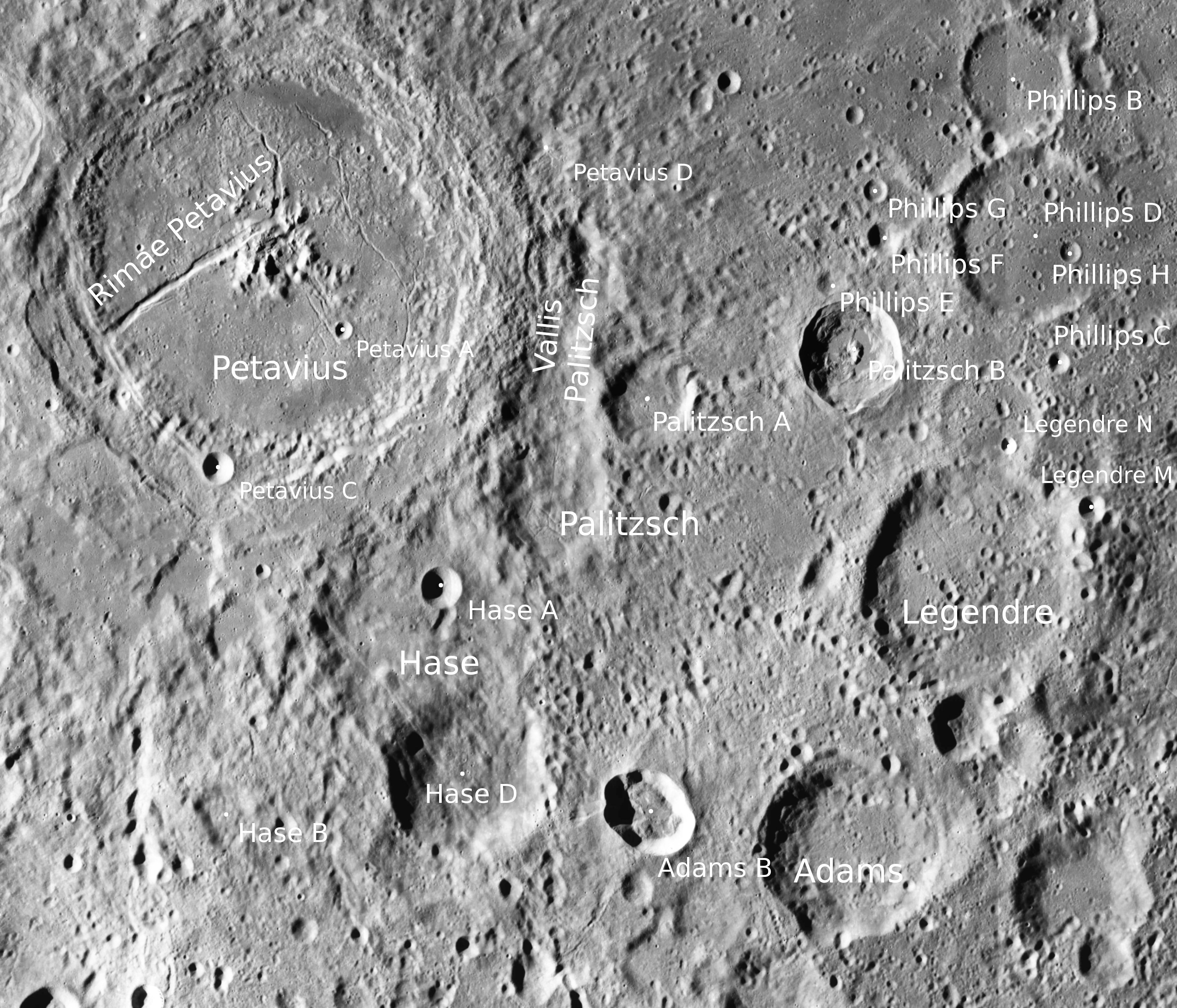
勒让德环形山周边图，月球勘测轨道器拍摄。

该陨坑位西邻哈泽环形山和帕雷泽西陨石坑；北侧坐落着巴尔末环形山；哈伦环形山和马里纳斯环形山位于它的东南，东北则横亘着亚当斯环形山；西北则是帕雷泽西月谷。
勒让德环形山的中心月面坐标为28°55′S 70°01′E / 28.92°S 70.02°E，直径78.1公里，深度3.68公里。
勒让德环形山因存续期悠久而严重磨损，其边缘轮廓呈多边形状，东南侧已坍塌。陨坑坡壁平缓，沿坑口和外侧边缘，尤其是东北侧覆盖着众多小撞击坑，一条狭窄的峪口，在东北壁上构成一道通向坑内的月谷；南侧边缘上坐落着一座较大的撞击坑，它带有一串向东南伸展的链坑。该环形山的坑壁高出周边地形1340米，内部容积约有5600公里³，内壁坡北、西二侧较其它部分更宽阔。坑底地表相对平坦，散布着很多小陨坑。坑外东南不远有一处反照率较低的区域。

## 卫星陨石坑
按惯例，最靠近勒让德环形山的卫星坑在月图上以字母标注在该坑中心点的旁边。

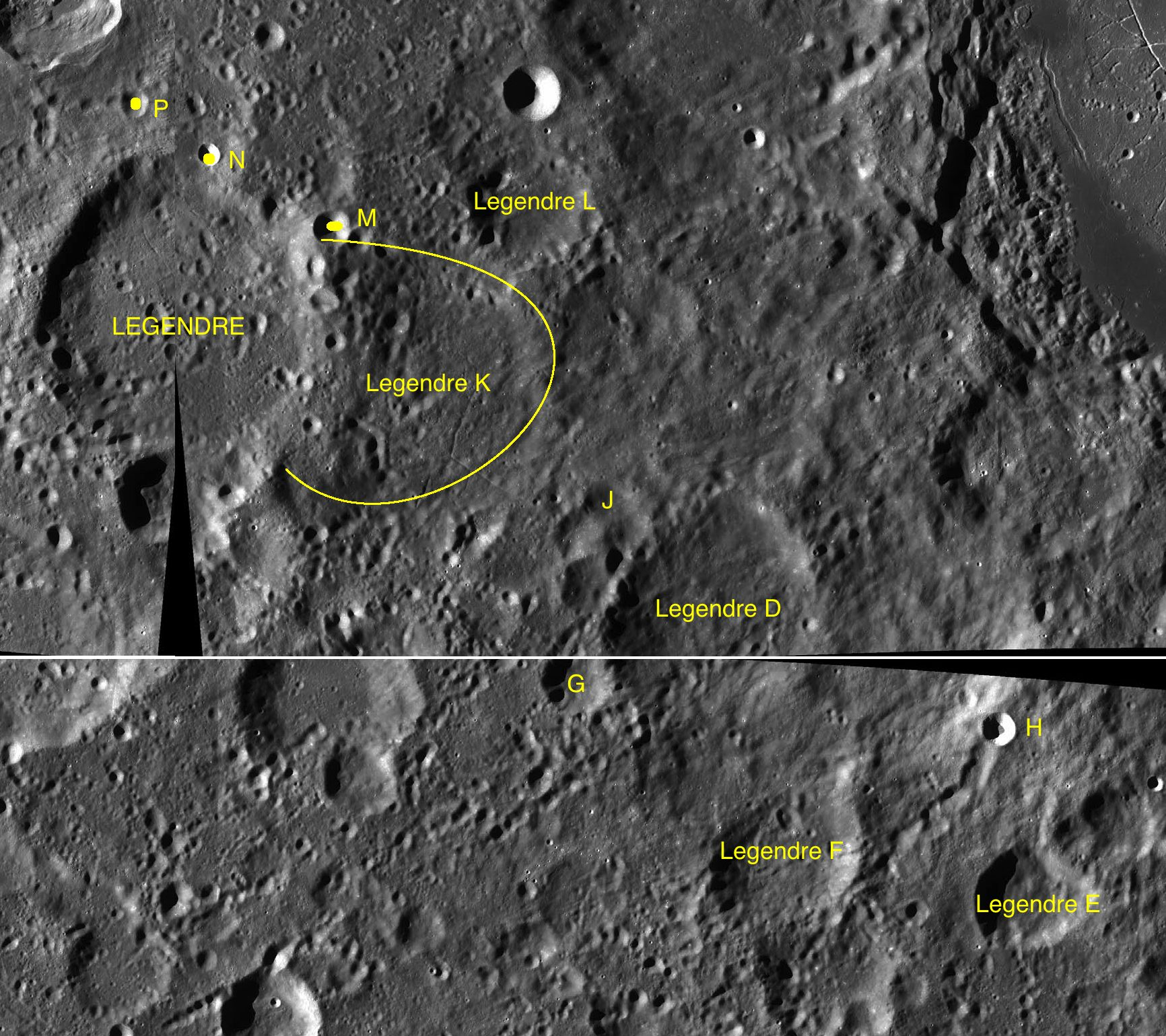
LAC-98、LAC-99和LAC-115拼接图

| 勒让德 | 月面坐标                          | 直径, 公里 |
| ------ | --------------------------------- | ---------- |
| D      | 31°36′S 75°09′E / 31.60°S 75.15°E | 58         |
| E      | 33°52′S 78°34′E / 33.86°S 78.57°E | 26         |
| F      | 33°40′S 76°07′E / 33.66°S 76.12°E | 40         |
| G      | 32°14′S 73°55′E / 32.23°S 73.92°E | 17         |
| H      | 32°26′S 78°10′E / 32.44°S 78.17°E | 8          |
| J      | 30°38′S 74°06′E / 30.63°S 74.10°E | 12         |
| K      | 29°47′S 72°13′E / 29.79°S 72.21°E | 92         |
| L      | 28°07′S 73°30′E / 28.12°S 73.50°E | 31         |
| M      | 28°10′S 71°37′E / 28.17°S 71.61°E | 10         |
| N      | 27°28′S 70°30′E / 27.47°S 70.50°E | 6          |
| P      | 27°19′S 69°17′E / 27.31°S 69.28°E | 7          |

- 卫星坑勒让德 K形成于前酒海纪代。